# 홍승희 (작가)
홍승희는 대한민국의 방송 작가이다.

## 작품 활동
- SBS 수목드라마 《달팽이》 (1997)
- SBS 청춘시트콤 《나 어때》 (1998 ~ 1999)
- SBS 주말극장 《그래도 사랑해》 (2001)
- KBS 코미디 프로그램 《개그콘서트 - 불청객》 (2003 ~ 2004)
- KBS 코미디 프로그램 《개그콘서트 - 네비게이션》 (2004)
- KBS 코미디 프로그램 《개그콘서트 - 하류인생》 (2004 ~ 2006)
- MBC 주말연속극 《에어시티》 (2007)
- MBC 수목드라마 《장난스런 키스》 (2010)
- MBC 아침연속극 《내 손을 잡아》 (2013 ~ 2014)
- MBC 아침연속극 《내일도 승리》 (2015 ~ 2016)
- MBC 일일드라마(아침연속극) 《나쁜 사랑》 (2019 ~ 2020)